# 1956 en escrime
| Années de l'escrime : 1953 - 1954 - 1955 - 1956 - 1957 - 1958 - 1959    |
| Décennies de l'escrime : 1920 - 1930 - 1940 - 1950 - 1960 - 1970 - 1980 |

Cet article présente les faits marquants de l'année 1956 en escrime.

## Évènements

### Jeux olympiques et paralympiques
- Escrime aux Jeux olympiques d'été de 1956